# Psychotria lecomtei
Psychotria lecomtei är en måreväxtart som beskrevs av Charles-Joseph Marie Pitard. Psychotria lecomtei ingår i släktet Psychotria och familjen måreväxter. Inga underarter finns listade i Catalogue of Life.